# Avenue des Arums
 (août 2025).
Si vous disposez d'ouvrages ou d'articles de référence ou si vous connaissez des sites web de qualité traitant du thème abordé ici, merci de compléter l'article en donnant les références utiles à sa vérifiabilité et en les liant à la section « Notes et références ».
 (août 2025).
Motif : Rue sans notoriété évidente. Sources secondaires semblent absentes.
- Archive Wikiwix
- Bing
- Cairn
- DuckDuckGo
- E. Universalis
- Gallica
- Google
- G. Books
- G. News
- G. Scholar
- Persée
- Qwant
- (zh) Baidu
- (ru) Yandex
- (wd) trouver des œuvres sur Wikidata

| 1. | Préciser le motif de la pose du bandeau. | Précisez le motif de la pose du bandeau en utilisant la syntaxe suivante : {{admissibilité à vérifier\|date=août 2025\|motif=remplacez ce texte par le motif}}                        |
| 2. | Informer les utilisateurs concernés.     | Pensez à avertir le créateur de l'article, par exemple, en insérant le code ci-dessous sur sa page de discussion : {{subst:avertissement admissibilité à vérifier\|Avenue des Arums}} |

L'avenue des Arums (en néerlandais: Aronskelkenlaan) est une rue bruxelloise de la commune d'Auderghem. Située dans le quartier Pinoy, elle débute avenue Pré des Agneaux et se termine en impasse après la rue des Oxalis sur une longueur de 160 mètres. À son extrémité, un chemin anonyme la relie à l’avenue Théo Vanpé.
La numérotation des habitations va de 8 à 12 pour le côté pair. Il n'y a pas de bâtis côté impair.

## Historique et description
Lorsque la Société coopérative de Locataires Floréal, fondée en 1921, termina son chantier en 1954, elle demanda à la commune d’Auderghem de pouvoir attribuer le nom d’une fleur à cette avenue sur laquelle s’ouvraient les jardinets de nombreuses maisons du quartier formant la limite entre Auderghem et Watermael-Boitsfort.
Puisque toutes les rues du quartier Le Floréal portent des noms de fleurs, la société suggéra de lui donner le nom des arums toujours non utilisé dans la région bruxelloise. Le collège échevinal accepta la proposition le 15 avril 1955.

### Abords
Omer Lepreux (1856-1927), ancien vice-gouverneur de la Banque Nationale, avait habité au préalable dans les environs. Au début du siècle, il y possédait un château, le long de l’actuel boulevard du Souverain.
À Auderghem, l’homme était apprécié pour son engagement et son soutien indéfectible au sanatorium Prince Charles, dans le quartier du Blankedelle.

### Origine du nom
L'Arum est un genre d'environ 25 espèces de plantes de la famille des Araceae.

## Situation et accès
| ___ | Ce site est desservi par la station de métro : Demey. |

## Galerie

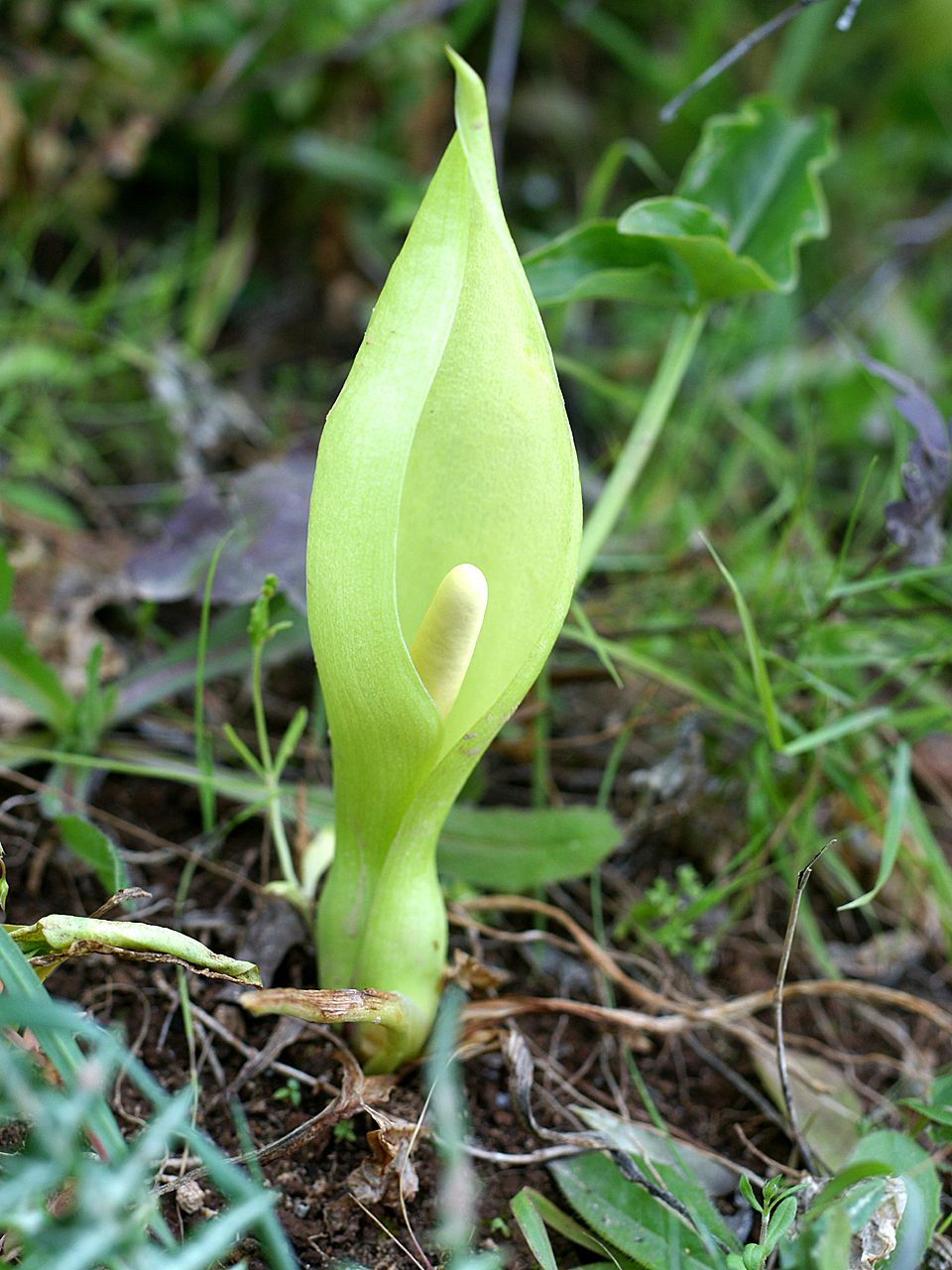
fleur - arum